# متوارا
متوارا هي مدينة، في تنزانيا، تقع في إقليم متوارا، وهي عاصمتها، بلغ عدد سكانها 92,602 نسمة.

## المناخ
يظهر الجدول التالي التغييرات المناخية على مدار السنة لمتوارا:
| البيانات المناخية لـمتوارا                                                       | البيانات المناخية لـمتوارا | البيانات المناخية لـمتوارا | البيانات المناخية لـمتوارا | البيانات المناخية لـمتوارا | البيانات المناخية لـمتوارا | البيانات المناخية لـمتوارا | البيانات المناخية لـمتوارا | البيانات المناخية لـمتوارا | البيانات المناخية لـمتوارا | البيانات المناخية لـمتوارا | البيانات المناخية لـمتوارا | البيانات المناخية لـمتوارا | البيانات المناخية لـمتوارا |
| الشهر                                                                            | يناير                      | فبراير                     | مارس                       | أبريل                      | مايو                       | يونيو                      | يوليو                      | أغسطس                      | سبتمبر                     | أكتوبر                     | نوفمبر                     | ديسمبر                     | المعدل السنوي              |
| -------------------------------------------------------------------------------- | -------------------------- | -------------------------- | -------------------------- | -------------------------- | -------------------------- | -------------------------- | -------------------------- | -------------------------- | -------------------------- | -------------------------- | -------------------------- | -------------------------- | -------------------------- |
| الدرجة القصوى °م (°ف)                                                            | 34.4 (93.9)                | 35.0 (95.0)                | 36.1 (97.0)                | 33.9 (93.0)                | 32.8 (91.0)                | 32.2 (90.0)                | 33.3 (91.9)                | 33.3 (91.9)                | 35.0 (95.0)                | 36.1 (97.0)                | 36.1 (97.0)                | 34.1 (93.4)                | 36.1 (97.0)                |
| متوسط درجة الحرارة الكبرى °م (°ف)                                                | 30.3 (86.5)                | 30.5 (86.9)                | 30.8 (87.4)                | 30.5 (86.9)                | 29.9 (85.8)                | 29.1 (84.4)                | 29.0 (84.2)                | 29.5 (85.1)                | 29.8 (85.6)                | 30.4 (86.7)                | 31.0 (87.8)                | 30.7 (87.3)                | 30.1 (86.2)                |
| متوسط درجة الحرارة الصغرى °م (°ف)                                                | 23.2 (73.8)                | 23.2 (73.8)                | 22.7 (72.9)                | 22.2 (72.0)                | 20.8 (69.4)                | 19.0 (66.2)                | 18.4 (65.1)                | 18.2 (64.8)                | 18.3 (64.9)                | 19.9 (67.8)                | 21.5 (70.7)                | 22.9 (73.2)                | 20.9 (69.6)                |
| أدنى درجة حرارة °م (°ف)                                                          | 20.6 (69.1)                | 20.2 (68.4)                | 21.1 (70.0)                | 19.4 (66.9)                | 15.0 (59.0)                | 13.9 (57.0)                | 15.0 (59.0)                | 15.0 (59.0)                | 16.0 (60.8)                | 17.2 (63.0)                | 18.3 (64.9)                | 19.9 (67.8)                | 13.9 (57.0)                |
| معدل هطول الأمطار مم (إنش)                                                       | 219 (8.6)                  | 169 (6.7)                  | 214 (8.4)                  | 176 (6.9)                  | 59 (2.3)                   | 15 (0.6)                   | 14 (0.6)                   | 9 (0.4)                    | 12 (0.5)                   | 28 (1.1)                   | 59 (2.3)                   | 171 (6.7)                  | 1٬145 (45.1)               |
| متوسط الأيام الممطرة (≥ 1.0 mm)                                                  | 11.4                       | 10.8                       | 14.9                       | 12.2                       | 4.9                        | 2.3                        | 1.9                        | 1.5                        | 2.0                        | 3.2                        | 4.8                        | 9.1                        | 79.2                       |
| متوسط الرطوبة النسبية (%)                                                        | 79                         | 84                         | 82                         | 83                         | 70                         | 72                         | 70                         | 71                         | 74                         | 76                         | 76                         | 79                         | 76                         |
| ساعات سطوع الشمس الشهرية                                                         | 229.4                      | 189.3                      | 217.0                      | 225.0                      | 263.5                      | 267.0                      | 266.6                      | 285.2                      | 270.0                      | 303.8                      | 297.0                      | 263.5                      | 3٬077٫3                    |
| ساعات سطوع الشمس اليومية                                                         | 7.4                        | 6.7                        | 7.0                        | 7.5                        | 8.5                        | 8.9                        | 8.6                        | 9.2                        | 9.0                        | 9.8                        | 9.9                        | 8.5                        | 8.4                        |
| المصدر #1: المنظمة العالمية للأرصاد الجوية (average high and low)                |                            |                            |                            |                            |                            |                            |                            |                            |                            |                            |                            |                            |                            |
| المصدر #2: الأرصاد الجوية الألمانية (extremes, precipitation, humidity, and sun) |                            |                            |                            |                            |                            |                            |                            |                            |                            |                            |                            |                            |                            |

## مدن توأم
المدن التوأم:
- ريديتش.

## أعلام
- ستيفن أوبراين
- نزار خلفان